# Juncus ensifolius
Espèce
Classification phylogénétique
Juncus ensifolius est une espèce de plante herbacée de la famille des Juncaceae.